# Teo Tirado
Teodoro José Tirado García, deportivamente conocido como Teo Tirado, es un futbolista español (Madrid, 16 de julio de 1985). Su actual equipo es el Club Polideportivo Villarrobledo de la Segunda División B de España.

## Trayectoria
Se formó en las categorías inferiores del San Agustín del Guadalix (Madrid). En categoría juvenil pasó a jugar en el San Sebastián de los Reyes (Madrid) y de aquí, en su 2.º año como juvenil, fichó por el Villarreal. Juega como extremo derecho, aunque puede jugar por la izquierda e incluso de media punta. 
El 31 de enero de 2012 fichó por el Real Oviedo de la Segunda División B de España, club al que llegó ocupando la ficha del lesionado de larga duración Xavi Moré. Tras pasar dos temporadas en el S. D. Amorebieta y una en el Club Polideportivo Cacereño, posteriormente jugó en el C. E. L'Hospitalet.

## Clubes
| Club                      | País     | Temporadas    |
| ------------------------- | -------- | ------------- |
| Villarreal C. F. "B"      | España   | 2002-2004     |
| Real Valladolid C. F. "B" | España   | 2004-2005     |
| Real Valladolid C. F.     | España   | 2005-2006     |
| F. C. Cartagena           | España   | 2006-2007     |
| S. D. Ponferradina        | España   | 2007-2008     |
| Águilas C. F.             | España   | 2008          |
| S. D. Ponferradina        | España   | 2009-2010     |
| Pontevedra C. F.          | España   | 2011          |
| Orihuela C. F.            | España   | 2011-2012     |
| Real Oviedo               | España   | 2012          |
| S. D. Amorebieta          | España   | 2012-2014     |
| C. P. Cacereño            | España   | 2014-2015     |
| C. D. Ebro                | España   | 2015          |
| Arroyo C. P.              | España   | 2015-2016     |
| UMF Selfoss               | Islandia | 2016          |
| C. E. L'Hospitalet        | España   | 2016-2017     |
| C. D. Ebro                | España   | 2017-2019     |
| CP Villarrobledo          | España   | 2019-Presente |